# ماتئو مارتینو
ماتئو مارتینو (به انگلیسی: Matteo Martino) متولد ۲۸ ژانویه ۱۹۸۷ در الساندریا بازیکن والیبال اهل ایتالیا است.
او در بازی‌های المپیک تابستانی ۲۰۰۸ همراه تیم ملی والیبال ایتالیا به مقام ۴ام رسید. ماتئو با تیم ملی والیبال جوانان ایتالیا موفق به کسب دو مدال برنز دانشجویان در مسابقات قهرمانی اروپا شد.